# Herbář

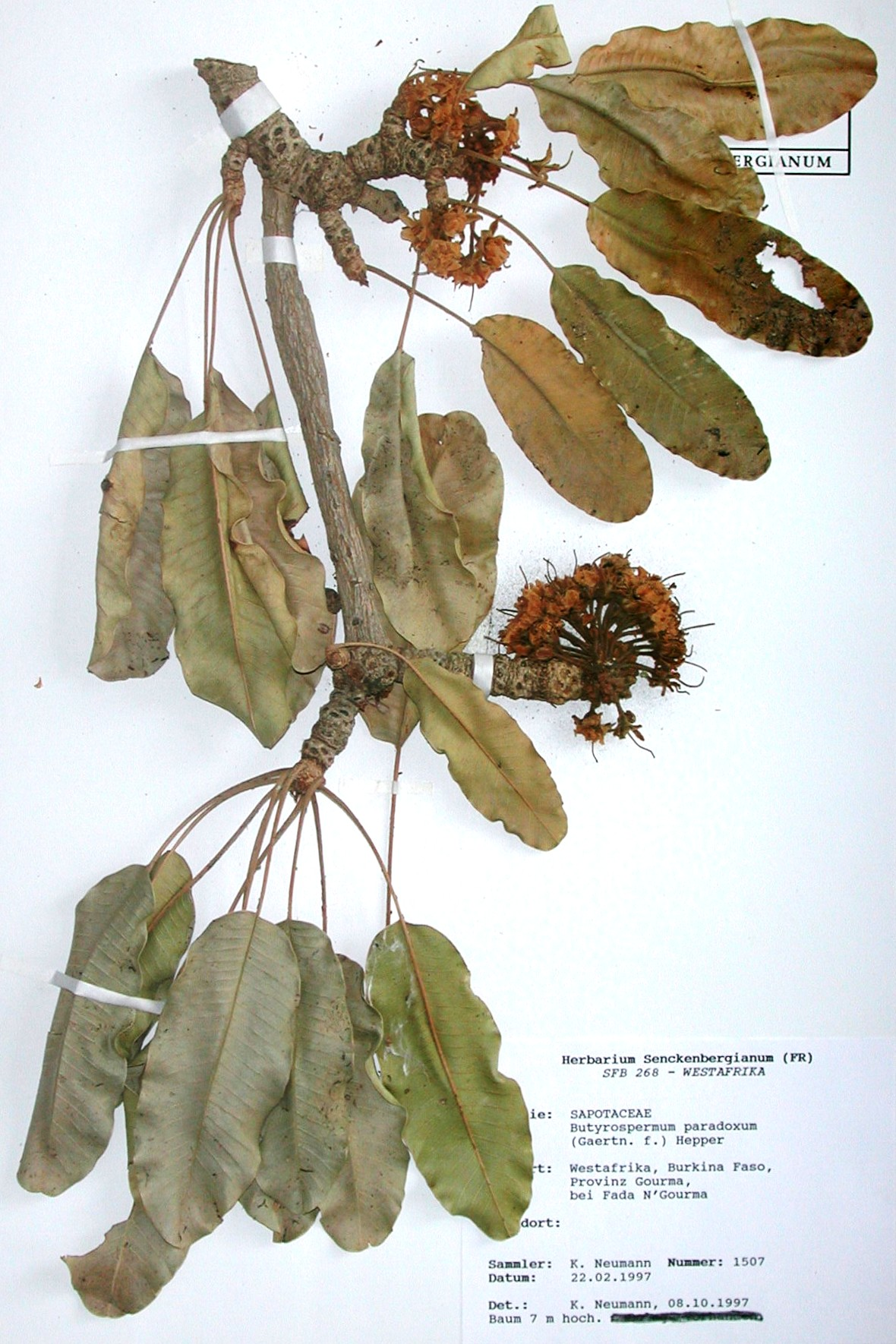
Typická herbářová položka

Herbář je soubor herbářových položek. Může být tvořen sušenými rostlinami, sušenými semeny a plody, fotografiemi rostlin, plody naloženými v lihu, atd. Zásadní součástí každé položky je etiketa obsahující zásadní informace o datu a místu sběru, název rostliny, název herbáře a kdo položku sebral popř. určil. Při revizi herbáře odborníkem se vedle etikety vlepují revizní lístky, do původní etikety se nezasahuje. Herbáře jsou důležité pro výuku botaniky.
Herbář bylo původně označení lékařské knihy, popisující rostliny, drogy a jejich účinky. Dnes je tento termín v botanice označení pro sbírku uchovávaných rostlin či jejich částí. Obvykle bývají vysušené a vylisované a přilepené na papíře, ovšem mohou existovat i jiné formy (například rostliny uchovávané v alkoholu či jiném konzervačním prostředku, týká se např. vodních rostlin). V mykologii je možno použít také termín pro sbírku hub.

## Historie
Slovo „herbář“ je počeštěné latinské herbarium, od slova herba, česky „bylina“. Zprvu byl tedy herbář chápán jako kniha o léčivých rostlinách. Nejstarší taková kniha, vzniklá na území dnešního Česka, je Herbář aneb Bylinář Pietra Andrea Mattioliho, vydaný v Praze roku 1562 Jiřím Melantrichem z Aventina a do češtiny přeložený Tadeášem Hájkem z Hájku. Tento herbář obsahuje černobílé dřevoryty rostlin s popisy. Od 17. století se pak význam herbáře posouvá k dnešnímu pojetí, tedy sbírka sušených rostlin.
Carl Linné vysílal své žáky do různých končin, aby tam sbírali rostliny, lisovali je a sušili, a následně je skladovali. První herbáře vytvořené Čechy jsou herbář rostlin ze Sibiře a ruských stepí od Petra Simona Pallase a herbář moravského misionáře Jiřího Camela, obsahující kolekci rostlin z Filipín. Prvním „českým“ herbářem se pak na počátku 18. století stává kolekce sušených rostlin Jana Františka Bečovského, kněze řádu křižovníků s červenou hvězdou. Z poloviny 18. století pak pochází první regionální herbář z Klatovska Jana Nepomuka Boháče.
Při založení Národního muzea roku 1818 vzniká i jeho herbář (viz Herbář Národního muzea). Hlavními sběrateli jsou Kašpar Šternberk, Jan Svatopluk a Karel Bořivoj Presl, Bedřich Berchtold, Filip Maxmilián Opiz a Václav Beno Seidl. K tomu je záhy přikoupen herbář Tadeáše Haenkeho obsahující kolekce z Filipín, Mexika, Kalifornie a And). Roku 1825 vychází na základně podrobného rozboru mnoha specialistů kniha s černobílými vyobrazeními Reliquiae Haenkeanae (česky „Haenkeho pozůstalost“). Významné jsou též Opizovy kolekce obsahující řadu typů.
Ve stejné době se rodí i centrální herbář dnešní Karlovy Univerzity. Jeho jádro je vytvořeno z kolekce Jana Christiana Mikana (tvořený kolekcí rostlin z Čech a okolí Rio de Janeira), kolekce Karla Bořivoje Presla – obsahující hlavně kapradiny (Polypodiophyta) a čeledi hvězdnicovité (Asteraceae), bobovité (Fabaceae) a lobelkovité (Lobeliaceae) – a sbírka rostlin ze Severní Ameriky, zakoupená Janem Palackým.
Počátkem století 19. vzniká též velmi důležitá instituce pro laickou veřejnost i botanizující odborníky: Výměnný ústav rostlin. Tato instituce založená r. 1819 F. M. Opizem slouží pro výměnu herbářových položek a je první svého druhu.

## Rozdělení

### Typy herbářů

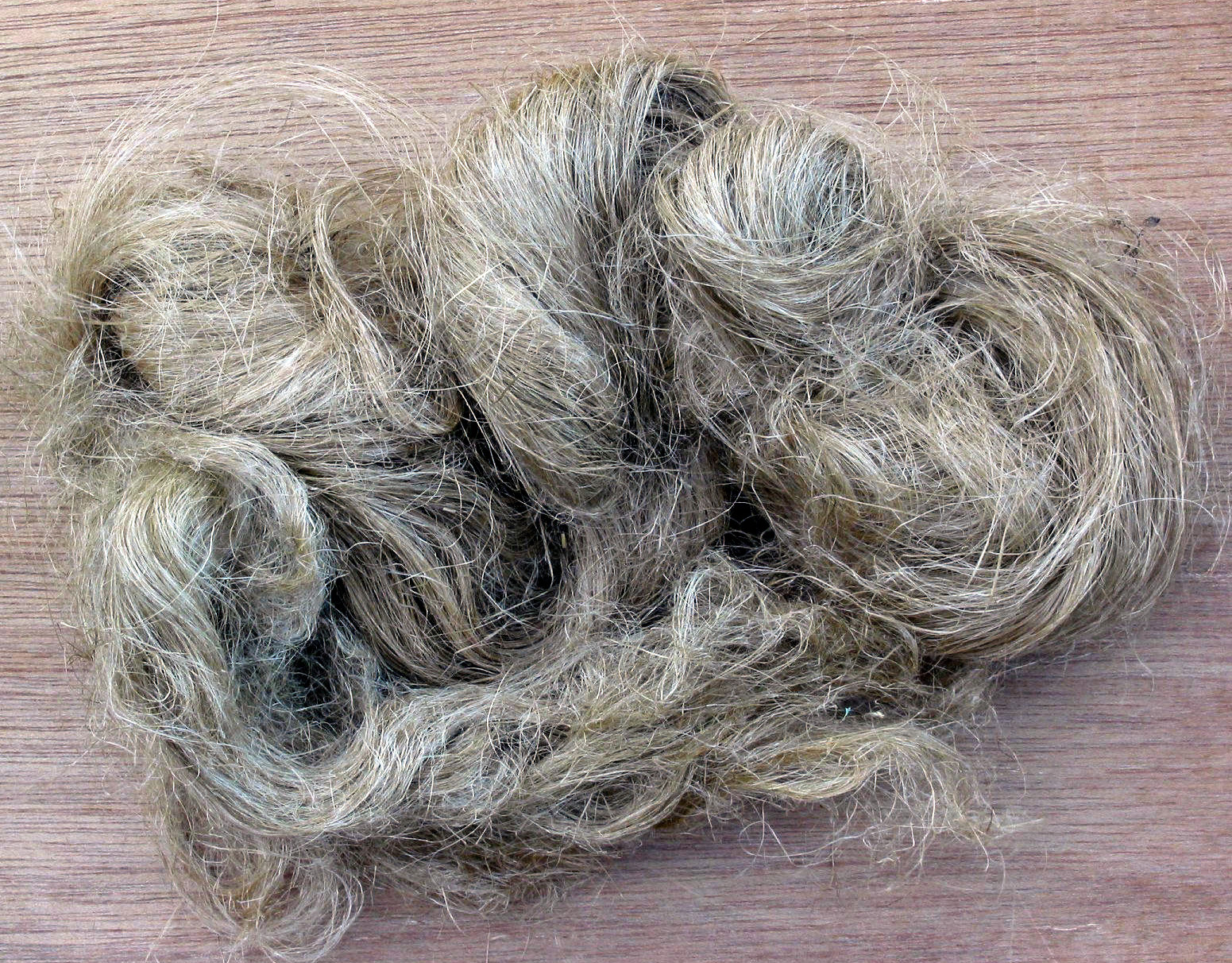
Vlákna konopí setého (Cannabis sativa)

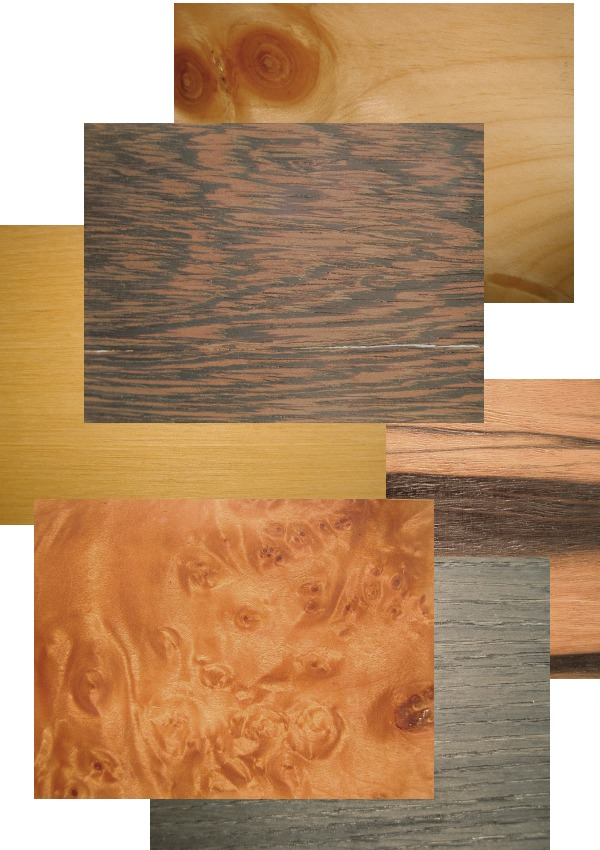
Fotomontáž různých dřevěných desek

Animace rozvíjející se Růže z Jericha (Selaginella lepidophylla)

Tradičním herbářem je sbírka sušených rostlin (někdy nabízená digitálně přes internet) na bílých čtvrtkách. S rozvojem botanizování a technických možností se však rozvíjí i možnosti pro kolekce rostlin. V poslední době je to hlavě fotografie a video. Pravdou je, že kvalitní herbáře jsou většinou postaveny na suchých rostlinách a obsahují k tomu jako doplněk nějaký jiný typ kolekce. Zde jsou typy herbářů:
- Sbírka sušených rostlin – to je nejstarší typ herbáře a zároveň v současnosti nejrozšířenější. Jedná se o sušené rostliny, které jsou zčásti slisované. Bývají položeny na bílém papíru či čtvrtce (schedě), která je opatřena etiketou. Z hlediska uložení na papíru se dělí na:
  - podlepované – vyskytují se v nejstarších kolekcích. Styčná plocha rostliny a papíru je slepena lepidlem;
  - volně pokládané – rostliny jsou volně kladeny na papír či do desek;
  - páskované – rostliny jsou k podkladu připevněny za jednotlivé větve normovanými pásky papírové lepenky či izolepy;
  - přichycované – rostliny jsou přichyceny k podložce dvěma normovanými pásky přes celou osu rostliny.
- Sbírka sušených mechorostů – specifický typ rostlinného herbáře uzpůsobený pro skladování mechů, játrovek a hlevíků. Jedná se o sušené mechorosty, které jsou zabaleny v papírové obálce, která je opatřena schedou. Obálky bývají obvykle uchovávány v deskách.
- Sbírka sušených semen a plodů – obsahuje usušená semena a plody, které jsou buď v papírovém pytlíčku přilepeny na čtvrtce (menší), nebo jsou uzavřeny ve skleněných nebo plastových skleničkách.
- Sbírka ovoce a rostlinných částí v lihu – je tvořena nejčastěji ovocem, které je namočeno v lihu nebo jiném konzervačním roztoku a je umístěno ve skleněném vzduchotěsně uzavřeném válci.
- Sbírka přírodních vláken – obsahuje sušená surová vlákna rostlinného původu umístěná v papírových krabičkách, či skleněných válcích.
- Sbírka dřevěných vzorků – obsahuje nejčastěji vzorky dřeva vyleštěné v podobě kvádrů.
- Fotografický herbář – obsahuje fotografická vyobrazení rostlin a jejich částí v reálném prostředí. Z hlediska metody zobrazení se dělí na:
  - černobílý – lépe zachycuje některé detaily;
  - barevný – nabízí obraz „skutečné“ reality.

Kvůli ztrátě kvality barev u barevných fotografií se v poslední době s rozvojem moderní techniky používá digitálních fotografií uložených na datových nosičích. Výhodou je možnost rychlého zobrazení, snadné úpravy a možnost sdílení po internetu. Nevýhodou pak nižší rozlišení, než u klasické fotografie.
- Sbírka diapozitivů – obsahuje barevná či černobílá vyobrazení rostlin a jejich částí na diapozitivech. Užívá se hlavně při výuce botaniky. V současné době je v bohatších školách nahrazována sbírkou digitálních fotografií nabízených z počítače.
- Sbírka videa – zachycuje sledovanou rostlinu v jejím typickém habitu. Zachycuje též danou lokalitu, případně některé její vlastnosti. Dělí se na:
  - analogovou – v podobě videokazet a jiných podobných nosičů;
  - digitální – nejčastěji uloženou v počítači.
- Filatelistický herbář – je tvořen sbírkou známek seřazenou do kolekcí podle různých měřítek (např. herbář plodů, herbář orchidejí, herbář léčivých rostlin, atd.)

### Typy herbářových sbírek
Herbářové sbírky jsou subjednotky herbáře, které bývají seřazeny systematicky.

## Herbáře
V současnosti existuje na světě několik set veřejných herbářů a tisíce neveřejných, patřících soukromým osobám. Každý veřejný herbář má svůj mezinárodní kód složený z velkých písmen a dále osobu odpovědnou, která se nazývá kurátor. Seznam herbářů, jejich kódů a počty druhů lze nalézt v mezinárodním seznamu Index herbariorum. Některé herbáře též vydávají vlastní periodikum.

### Historické herbáře

#### Česko
- Herbář moravského misionáře Josefa Jiřího Kamela obsahující kolekci rostlin z Filipín, další herbář vytvořený Čechem.
- počátek 18. stol. Bečovského herbář – první český herbář Jana Františka Bečovského kněze Řádu křižovníků s červenou hvězdou.
- polovina 18. stol. Boháčův herbář – první regionální herbář (Klatovsko) Jana Nepomuka Boháče.
- 1818 Herbář Národního muzea. Hlavními sběrateli jsou Kašpar Šternberk, Jan Svatopluk a Karel Bořivoj Preslovi, Bedřich Berchtold, Filip Maxmilián Opiz a Václav Beno Seidl.
- 20. léta 19. stol. Do Národního muzea pořízen Haenkeho herbář – sbírky z Filipín, Mexika, Kalifornie a And.
- 1819 Výměnný ústav rostlin. Zakladatelem je F. M. Opiz, slouží pro výměnu herbářových položek a je první svého druhu.
- 19. stol. Centrální herbář Karlovy Univerzity. Vzniká z kolekce Jana Christiana Mikana – rostliny z Čech a okolí Rio de Janeira, kolekce Karla Bořivoje Presla – kapradiny (Polypodiophyta), hvězdnicovité (Asteraceae), bobovité (Fabaceae) a lobelkovité (Lobeliaceae) a kolekce rostlin Severní Ameriky pořízené Janem Palackým.

#### Slovensko
- 1762 Nejstarší známá slovenská herbářová sbírka mnicha Cypriána z Červeného Kláštora v Pieninách.

### Současné české herbáře
V současné době se v nachází v České republice 43 státních nebo veřejných herbářů. Největším herbářem je herbář Karlovy Univerzity, obsahující 2 200 000 (2006) herbářových položek z celého světa. Seznam největších herbářů v ČR:
| počet položek | herbář |
| ------------- | --- |
| 2 200 000     | Katedra botaniky Přírodovědecké fakulty UK, Benátská 2, 128 01 Praha 2                                                         |
| 2 000 000     | Botanické oddělení Přírodovědeckého muzea Národního muzea v Praze, Cirkusová 1740, 193 00 Praha                                |
| 889 030       | Moravské zemské muzeum, botanické oddělení, Hviezdoslavova 29a, 627 00 Brno-Slatina                                            |
| 600 000       | Katedra systematické botaniky a geobotaniky, Přírodovědecká fakulta Masarykovy univerzity, Kotlářská 2, 611 37 Brno            |
| 500 000       | Národní muzeum, mykologické oddělení, Václavské náměstí 68, 115 79 Praha 1                                                     |
| 181 568       | Slezské zemské muzeum – botanické pracoviště, Tyrąova 1, 746 46 Opava                                                          |
| 174 000       | Vlastivědné muzeum v Olomouci, nám. Republiky č. 5, 771 73 Olomouc                                                             |
| 150 000       | Akademie věd České republiky, Botanický ústav, 252 43 Průhonice                                                                |
| 125 652       | Východočeské muzeum, Zámek 2, 530 02 Pardubice                                                                                 |
| 102 500       | Okresní vlastivědné muzeum, Mírové nám. 171/I, 412 01 Litoměřice                                                               |
| 100 622       | Středočeské muzeum, Zámek 1, 252 63 Roztoky u Prahy                                                                            |
| 100 543       | Jihočeské muzeum, Dukelská 1, 370 51 České Budějovice                                                                          |
| cca 100 000   | Katedra botaniky PřF UP Olomouc, Šlechtitelů 11, Olomouc-Holice                                                                |
| 85 000        | Západočeské muzeum, Kopeckého sady 2, 301 00 Plzeň                                                                             |
| 70 000        | Ústav lesnické botaniky, dendrologie a typologie, Mendelova zemědělská a lesnická univerzita v Brně, Zemědělská 3, 613 00 Brno |
| 58 832        | Muzeum Vysočiny Třebíč, Zámek 1, 674 01 Třebíč                                                                                 |
| 57 000        | Regionální muzeum, zámek, 692 15 Mikulov                                                                                       |
| 47 000        | Muzeum východních Čech, Eliščino náb. 465, 500 01 Hradec Králové                                                               |
| 40 000        | Muzeum Vysočiny, Masarykovo nám. 55, 586 01 Jihlava                                                                            |
| 35 000        | Severočeské muzeum, Masarykova 11, 460 01 Liberec                                                                              |
| 35 000        | Katedra botaniky, Jihočeská univerzita, Na Zlaté stoce 1, 370 05 České Budějovice                                              |

#### On-line herbáře
- Botany.cz – abecední on-line herbář
- Botany.cz – on-line herbář dle biogeografických regionů
- w3 TROPICOS – herbář Missurijské Botanické zahrady
- Neotropicle Herbarium Specimen Archivováno 9. 7. 2007 na Wayback Machine. – herbář Chicagského „Field Muzea“ zahrnující rostliny z neotropické říše
- Réseau des Herbiers de France